# Kouzelný drak
Kouzelný drak (v anglickém originále Wish Dragon) je americký 3D animovaný film produkovaný Sony Pictures Animation a společností Netflix z roku 2021. Režisérem animovaného filmu byl Chris Appelhans.

## Obsazení
- Jimmy Wong jako Din Song
  - Ian Chen jako Young Din
- John Cho jako Long
- Constance Wu jako Mrs. Song
- Natasha Liu Bordizzo jako Li Na Wang
  - Alyssa Abiera jako Young Li Na
- Jimmy O. Yang jako Short Goon
- Aaron Yoo jako Pockets
- Will Yun Lee jako Mr. Wang
- Ronny Chieng jako Pipa God